# Ibrahim Abatcha
Ibrahim Abatcha, né en 1938 à N'Djaména et mort le 11 février 1968 au Tchad, est un homme politique tchadien d'ethnie kanouri réputé pour ses idées marxistes. 
Son activité politique commence au moment du processus de décolonisation du Tchad par la France. Après l'indépendance du pays, il est contraint de s'exiler en raison de l'autoritarisme croissant du premier président du pays François Tombalbaye. En 1966, il fonde (au Soudan) le FROLINAT, dont il est le premier chef et commandant. Deux ans plus tard, il est tué dans un affrontement avec l'armée tchadienne.

## Jeunesse et carrière
Originaire du Borno (une province de la colonie britannique du Nigéria), Abatcha est né en 1938 à Fort-Lamy (actuelle N’Djamena), dans la colonie française du Tchad, au sein d’une famille musulmane. Il apprit à parler français, anglais et arabe tchadien, mais ne maîtrisait pas l’arabe classique, n’ayant pas fréquenté une école coranique. Il travailla comme employé de bureau dans l’administration coloniale avant de devenir un syndicaliste militant,.
Il entra en politique en 1958, émergeant comme une figure marquante de l’Union Nationale Tchadienne (UNT), un parti radical formé après une scission avec le Mouvement Socialiste Africain (MSA) par des partisans du « Non » au référendum sur l’entrée du Tchad dans la Communauté française. L’UNT, composée exclusivement de musulmans, défendait le panafricanisme et le socialisme. Vers la fin de la période coloniale, Abatcha fut emprisonné pendant un an, soit pour ses activités politiques, soit pour des irrégularités dans l’exercice de ses fonctions.
Après l’indépendance en 1960, lui et son parti s’opposèrent fermement au régime du président François Tombalbaye. L’UNT fut interdite, comme tous les autres partis d’opposition, le 19 janvier 1962. Peu après, Abatcha fut brièvement incarcéré par le nouveau gouvernement tchadien.

## En exil
Après sa libération, les cadres de l’UNT estimèrent que si la situation politique au Tchad devenait trop insupportable pour y maintenir le parti, il serait prudent d’envoyer certains membres à l’étranger afin d’en préserver l’existence. Ainsi, Abatcha, alors secrétaire général adjoint de l’UNT, fut envoyé en 1963 à Accra, au Ghana, où il fut rejoint plus tard par d’autres militants du parti, Aboubakar Djalabo et Mahamat Ali Tahir. Cet exil visait non seulement à assurer leur sécurité personnelle, mais aussi à organiser depuis l’étranger une révolte armée contre le régime tchadien.
Durant son exil, Abatcha proclama la République islamique du Tchad et rédigea un manifeste politique d’orientation maoïste, intitulé "Vers un Front uni de libération nationale", qui servira d’ébauche au programme officiel du futur FROLINAT. Dans ce texte, il appela à la lutte des classes, à la guerre contre Tombalbaye, contre l’impérialisme occidental et le néocolonialisme français, tout en prônant une révolution islamique.
Abatcha mena alors la vie typique d’un dissident du Tiers-Monde, cherchant des soutiens dans diverses capitales étrangères. Il séjourna d’abord à Accra, où il reçut sa première formation militaire et se lia d’amitié avec des membres de l’Union des populations du Cameroun (UPC), alors en exil. Ces Camerounais l’aidèrent à participer à des conférences organisées par des mouvements communistes internationaux.
En 1965, il quitta Accra pour sillonner d’autres capitales africaines, toujours en quête d’appuis pour son projet d’insurrection. Sa première étape fut Alger, où l’UNT disposait déjà d’un représentant, probablement Djalabo. Ses démarches y furent infructueuses, de même que ses tentatives pour rallier à sa cause les étudiants tchadiens en France. Il se rendit ensuite au Caire, où un petit comité clandestin d’étudiants tchadiens hostiles au gouvernement s’était formé à l’université Al-Azhar. Ces étudiants, frustrés que leurs diplômes arabes ne soient pas reconnus au Tchad (où le français était la seule langue officielle), développèrent une forte conscience politique.
Parmi eux, il recruta ses premiers partisans. Avec l’aide des exilés camerounais de l’UPC, il entra en contact avec l’ambassade nord-coréenne en Égypte, qui lui offrit une formation militaire. Sept étudiants du Caire se portèrent volontaires, quittant l’Égypte en juin 1965 pour y revenir en octobre ; ils devinrent, avec Abatcha, les premiers cadres militaires de la rébellion. Abatcha et ses "Koréens" gagnèrent ensuite le Soudan en octobre 1965,.
Au Soudan, il trouva un terrain propice au recrutement, grâce à la présence de nombreux réfugiés tchadiens. Il parvint aussi à enrôler d’anciens soldats soudanais, dont quelques officiers, le plus notable étant Hadjaro Senoussi. Il entra également en contact avec Mohamed Baghlani, qui communiquait avec les premiers insurgés tchadiens actifs sur le terrain, ainsi qu’avec le Front de libération du Tchad FROLINAT.

## Création du FROLINAT
Cette fusion fut négociée lors du congrès de Nyala, tenu du 19 au 22 juin 1966, au cours duquel l’UNT et une autre force rebelle, le Front de libération du Tchad (FLT), s’unirent pour donner naissance au FROLINAT. Abatcha en fut désigné comme le premier secrétaire général. Cependant, les deux groupes étaient idéologiquement mal assortis, mêlant le radicalisme de l’UNT et les croyances musulmanes du FROLINAT.
Le président du FROLINAT, Ahmat Hassan Moussa, absent car emprisonné à Khartoum, soupçonna Abatcha d’avoir délibérément choisi ce moment pour organiser le congrès, craignant la supériorité numérique du FROLINAT sur l’UNT. Une fois libéré, Moussa rompit avec le FROLINAT, marquant le premier d’une longue série de schismes qui allaient fragiliser l’organisation. Dès le départ, Abatcha dut ainsi faire face à de vives dissensions internes, notamment une opposition menée par Mahamat Bakhalani, farouchement anti-communiste.
Sur le terrain, l’unité fut plus solide. En mi-1966, lui et ses fameux "Koréens" passèrent dans l’Est du Tchad pour combattre le gouvernement, avec El Hadj Issaka comme chef d’état-major. Bien que mal entraînés et équipés, ses maquisards menèrent des attaques éclairs contre l’armée tchadienne, principalement dans le Ouaddaï, mais aussi au Guéra et au Salamat. Les rebelles parcoururent également les villages pour endoctriner les populations sur la future révolution et inciter les jeunes à rejoindre leurs rangs,,.
L’année suivante, il étendit son champ d’action, revendiquant 32 opérations dans des préfectures jusque-là épargnées par la rébellion, comme le Moyen-Chari et le Kanem. Grâce à ses qualités de secrétaire général et de commandant sur le terrain, ce qui n’était en 1965 qu’un soulèvement paysan se transforma en un véritable mouvement révolutionnaire.

## Sa mort
Le 20 janvier 1968, des combattants sous son commandement tuèrent un vétérinaire espagnol et un médecin français sur la route entre Goz-Beïda et Abéché, tout en prenant en otage une infirmière française. Abatcha désavoua cet acte et ordonna la libération de l'otage. Cependant, suite à ces événements, il fut repéré par l'armée tchadienne et tué lors d'un affrontement le 11 février 1968.
Sa mort marqua la fin d'une phase cruciale dans l'histoire du FROLINAT et plus généralement de la rébellion tchadienne. Il avait été le seul leader à rallier l'ensemble des insurgés ; après lui, le FROLINAT fut de plus en plus miné par des divisions internes, ce qui affaiblit considérablement l'organisation de la rébellion,.

## Biliographie
- Bouquet, Christian, Tchad : Genène d'un conflit, Paris, L'Harmattan, 1982, 251 p. (ISBN 2-85802-210-0)
- Buijtenhuijs, Robert, Le Frolinat et les révoltes populaires du Tchad, 1965-1976, The Hague/Paris/New York, Mouton Éditeur, 1978, 526 p. (ISBN 90-279-7657-0)
- Chapelle, Jean, Le Peuple Tchadien : ses racines et sa vie quotidienne, L'Harmattan, 1981 (ISBN 2-85802-169-4)
- (en) Decalo, Samuel, Historical Dictionary of Chad, Metuchen, N.J./London, Scarecrow Press, 1987, 532 p. (ISBN 0-8108-1937-6)
- (en) Nolutshungu, Sam C., Limits of anarchy : intervention and state formation in Chad, Charlottesville, University of Virginia Press, 1995, 348 p. (ISBN 0-8139-1628-3)
- R. Brian Ferguson, The State, Identity and Violence, Routledge, 2002 (ISBN 0-415-27412-5)
- Thompson, Virginia et Adloff, Richard, Conflict in Chad, C. Hurst & Co., 1981 (ISBN 0-905838-70-X)